# Affaire Sarkozy-Kadhafi
Le texte peut changer fréquemment, n’est peut-être pas à jour et peut manquer de recul. 
Le titre et la description de l'acte concerné reposent sur la qualification juridique retenue lors de la rédaction de l'article et peuvent évoluer en même temps que celle-ci.
L'affaire Sarkozy-Kadhafi (ou affaire du financement libyen de la campagne présidentielle de 2007) est une affaire politico-financière internationale où Nicolas Sarkozy, alors ministre de l'Intérieur français aurait été corrompu par le dirigeant libyen Mouammar Kadhafi qui aurait contribué  au financement de sa campagne pour l'élection présidentielle française de 2007. En contrepartie, Sarkozy aurait servi les intérêts de Kadhafi, notamment en œuvrant à sa réhabilitation sur la scène internationale, après des années d'isolement liées au rôle de la Libye dans des actes terroristes.  
L'affaire est rendue publique par le journal d'investigation en ligne Mediapart le 12 mars et le 28 avril 2012, avec notamment la diffusion de deux documents laissant supposer l’existence d’un versement non déclaré de 50 millions d'euros de la part du régime libyen de Mouammar Kadhafi, argent destiné à financer illégalement la campagne présidentielle française de Nicolas Sarkozy en 2007. Le montant officiel de sa campagne présidentielle était de 20 millions d’euros. En décembre 2007, Kadhafi est reçu à l'Élysée par le président Sarkozy, dans l'optique de sa réintégration dans la communauté internationale. En 2011 éclate la première guerre civile libyenne, et de mars à octobre a lieu l'intervention militaire internationale en Libye (avec la participation de la France) et durant laquelle Kadhafi est tué. 
Un accord « sur le montant et les modes de versement » aurait été préparé en 2005 et validé en 2006 par Brice Hortefeux, ministre français délégué aux collectivités locales, en présence de l’homme d’affaires franco-libanais Ziad Takieddine, qui avait introduit en Libye dès 2005 les proches du ministre français de l’Intérieur, dont Claude Guéant et Nicolas Sarkozy lui-même. Béchir Salah, alors à la tête du Libyan African Portfolio (LAP), fonds d'investissement financier du régime libyen, aurait été chargé de superviser les paiements. Ziad Takieddine aurait par ailleurs secrètement conseillé Claude Guéant jusqu'à la veille de la guerre en Libye.
La divulgation de ces documents a mis en lumière le cas de Béchir Salah, ex-trésorier de Mouammar Kadhafi, recherché par Interpol, vivant protégé sur le territoire français depuis la révolution libyenne (qui a entraîné la chute du régime) et prenant la fuite en mai 2012.
En mars 2014, l'affaire Bismuth éclate : des écoutes judiciaires effectuées révèlent la tenue de conversations entre Nicolas Sarkozy et son avocat Thierry Herzog sur des téléphones mobiles enregistrés sous de faux noms, dans l'espoir de déjouer la surveillance de la police. Ils sont tous deux soupçonnés d'avoir corrompu un magistrat de la Cour de Cassation pour être informés de l'avancement des affaires judiciaires concernant Sarkozy. Les trois prévenus sont condamnés en 2021 en première instance, pour violation du secret de l'instruction, corruption et trafic d’influence. Ils interjettent appel de ce jugement, mais sont définitivement condamnés en 2024.
En 2015, Claude Guéant, le directeur de la campagne présidentielle de Sarkozy en 2007, est mis en examen pour « blanchiment de fraude fiscale en bande organisée ».
En juin 2016, la justice confirme l'authenticité du document qui fait mention d'un accord de principe de 50 millions d'euros de Kadhafi pour la campagne de Nicolas Sarkozy en 2007, et prononce un non-lieu concernant la plainte de Sarkozy qui accusait Mediapart de faux et usage de faux. En revanche, la justice déclare que ce document n'établit pas que la transaction a bien eu lieu, ce qui doit être déterminé par l'enquête.
En 2016, Ziad Takieddine est mis en examen pour complicité de trafic d’influence et de corruption d’agent public par une autorité publique étrangère. Il est en cavale au Liban depuis sa condamnation en juin 2020 dans l’affaire de Karachi à 5 ans de prison ferme.
En mars 2018, Nicolas Sarkozy est mis en examen pour corruption passive, recel de détournement de fonds publics (libyens) et financement illégal de campagne électorale. En mai, Éric Woerth, trésorier de la campagne présidentielle de 2007, est mis en examen pour « complicité de financement illégal de campagne électorale ». En septembre, Claude Guéant est mis en examen pour de nouvelles charges : corruption passive, complicité et recel de ce délit, recel de détournements de fonds publics et également pour « complicité de financement illégal de campagne électorale ».
Début 2020, Alexandre Djouhri, est mis en examen pour notamment blanchiment de fraude fiscale en bande organisée et corruption active.
En 2020, Nicolas Sarkozy, Claude Guéant, Brice Hortefeux et Thierry Gaubert sont mis en examen pour association de malfaiteurs en vue de la préparation de ces délits.
Le 6 octobre 2023, Nicolas Sarkozy est mis en examen pour « recel de subornation de témoin » et « participation à une association de malfaiteurs en vue de commettre l’infraction d’escroquerie au jugement en bande organisée » et a également été placé sous le statut de témoin assisté pour « participation à une association de malfaiteurs en vue de commettre l’infraction de corruption active de personnel judiciaire étranger » au Liban dans le cadre de l’enquête sur la rétractation du témoin Ziad Takieddine.
Le 6 janvier 2025, Nicolas Sarkozy, accusé d’avoir noué un « pacte de corruption » avec Mouammar Kadhafi dès 2005, est jugé avec douze autres prévenus dont trois anciens ministres, Brice Hortefeux, Claude Guéant et Eric Woerth, un ex-dignitaire libyen et les intermédiaires Ziad Takieddine et Alexandre Djouhri. Le procès doit durer trois mois.

## Contexte

### Relation entre Sarkozy et Kadhafi
En 2007, la France vend à la Libye des missiles antichars Milan pour 168 millions d’euros et un système Tetra (voir Terrestrial Trunked Radio) de communication radio pour 128 millions d’euros. Les contrats sont critiqués pour leur opacité mais défendus par le président français Nicolas Sarkozy, élu à la présidence la même année: « Qu’est-ce qu’on va me reprocher ? De trouver des contrats ? De faire travailler les entreprises françaises ? ».
En décembre 2007, quelques mois après le dénouement de l'affaire des infirmières bulgares dans laquelle la France a joué un rôle diplomatique majeur, le dirigeant libyen Mouammar Kadhafi est reçu à Paris par le président Nicolas Sarkozy. Cette visite d'État, vue comme une étape importante dans le « processus de réintégration [de la Libye] dans la communauté internationale », suscite cependant une polémique en France en raison de la situation des droits de l'homme en Libye sous le régime dictatorial dénommé « Jamahiriya arabe libyenne », mais également de la responsabilité reconnue de la Libye dans l'attentat terroriste du 19 septembre 1989 contre le vol UTA 772, qui tua 170 passagers et membres d'équipage, dont 54 français. Le séjour en France de Kadhafi est accompagné de l'annonce de nombreux contrats, dont la plupart ne sont finalement pas signés.
En 2010, à la demande de Nicolas Sarkozy, le ministre de l'industrie Christian Estrosi signe, en Libye, un accord pour la livraison d'un réacteur nucléaire au dictateur libyen.

### Guerre civile libyenne et réaction internationale
En mars 2011, durant la révolution libyenne, les combats opposant les forces fidèles au colonel Mouammar Kadhafi à celles des rebelles opposés à son régime, auraient fait des milliers de morts,. Les insurgés ayant perdu beaucoup de terrain se sont retranchés notamment à Misrata et surtout Benghazi. À la veille de l'assaut final contre cette dernière ville, ils furent alors menacés d'une répression sanglante par le dirigeant de la Jamahiriya arabe libyenne.
Le 10 mars 2011, le président Sarkozy reçoit à Paris les représentants du conseil national de transition (CNT) et est le premier chef d'État à reconnaître officiellement cet organe de l'insurrection comme seul représentant de la Libye. Le lendemain, 11 mars 2011, la France, avec le soutien du Royaume-Uni, soumet au sommet de Bruxelles une demande d'instauration d'une zone d'exclusion aérienne. La chancelière allemande Angela Merkel refuse et recueille le soutien d'une majorité des 27 États de l'Union européenne. Le président Sarkozy se retrouve isolé lors du sommet du G8 à Paris. Cependant, au Moyen-Orient, l'Arabie saoudite cède aux velléités du Qatar : le roi Abdallah a un vieux compte personnel à régler avec Mouammar Kadhafi, soupçonné d'avoir trempé dans un projet d'attentat contre lui, en 2003, à l'époque où il était prince héritier ; et en mars 2009, à Doha, Kadhafi l'a qualifié de « marionnette » des Britanniques et des Américains devant tous ses pairs arabes. La Ligue arabe demande ainsi l'instauration de cette zone d'exclusion aérienne, ce qui permet au président Sarkozy et à son ministre des Affaires étrangères Alain Juppé de lancer une bataille diplomatique au conseil de sécurité des Nations-unies. L'avancée des troupes de Kadhafi sur Benghazi est telle qu'un massacre de grande ampleur est annoncé. Le président américain Barack Obama rejoint le président Sarkozy et le Premier ministre britannique David Cameron.

### Intervention militaire en Libye
Le 19 mars 2011, l'intervention militaire de 2011 en Libye est lancée. Cette opération militaire multinationale sous l'égide de l'Organisation des Nations unies (ONU), a pour objectif la mise en œuvre de la résolution 1973 du Conseil de sécurité des Nations unies,. Elle se termine le 31 octobre 2011.
En 2015, une série de courriels de l'ancienne secrétaire d'État américaine Hillary Clinton est rendue publique et dévoile des documents relatifs à l'intervention française en Libye : un collaborateur journaliste qui tiendrait ses informations d'un ancien agent de la CIA qui lui aurait fourni une analyse a envoyé une mémo listant cinq facteurs motivant l’engagement du président Nicolas Sarkozy à mener cette guerre : « un désir d’obtenir une plus grande partie du pétrole libyen ; accroître l’influence française en Afrique du Nord ; améliorer sa situation politique intérieure en France ; offrir à l’armée française une chance de rétablir sa position dans le monde ; et répondre à l’inquiétude de ses conseillers concernant les plans à long terme de Kadhafi de supplanter la France comme puissance dominante en Afrique de l’Ouest » — le gouvernement voit notamment d'un mauvais œil le projet de Kadhafi d'introduire une nouvelle devise panafricaine pour supplanter le Franc CFA, basée sur le dinar or libyen et appuyée par des réserves secrètes d'or d'une valeur de 7 milliards de dollars,,. Cette analyse est, en partie, partagée par la Commission des affaires étrangères du Parlement britannique en 2016.
Un autre mémo, daté du 5 mai, évoque des vols humanitaires organisés mi-avril 2011, qui auraient compté parmi les passagers des cadres de Total, de Vinci, et de l'EADS. Bernard-Henri Lévy, intermédiaire entre le président français et les insurgés, aurait fait savoir aux responsables du Conseil national de transition (CNT) qu’ils « avaient une dette envers la France au vu de son soutien précoce et que Sarkozy avait besoin de quelque chose de tangible à présenter aux leaders politiques et économiques français. » Selon une note de septembre 2011, Nicolas Sarkozy aurait exhorté les Libyens à réserver 35 % de leur industrie pétrolière à des entreprises françaises, en particulier Total,. Alors que la France représentait 9,7 % des exportations libyennes en 2012, elle devient en 2014 le deuxième client de la Libye, avec 13,1 % des exportations. Elle devance alors la Chine (qui voit sa part des exportations chuter de 12,4 % à 4 % dans le même temps) ainsi que l'Allemagne, mais reste derrière l'Italie, ancienne puissance coloniale du pays. En 2013, le pétrole représentait 97,31 % des exportations libyennes.

### Conseil national de transition (CNT)
Le 10 mars 2011, la France, présidée par Nicolas Sarkozy, surprend ses partenaires européens en étant le premier pays à recevoir des représentants du Conseil national de transition libyen (CNT) et à déclarer ce dernier comme « représentant légitime du peuple libyen ». Toutefois, il ne s'agit pas à proprement parler de reconnaissance. En effet, il n'existe que deux types de reconnaissance : la reconnaissance d’État (théorie défendue par la France) et la reconnaissance de gouvernement (position américaine). Or, à cette date, la déclaration effectuée par Nicolas Sarkozy n'est pas un acte de reconnaissance en ce que la révolte, basé à Benghazi, n'est pas un gouvernement mais un « pouvoir » qui est apparu et qui s'oppose au gouvernement en place. La reconnaissance officielle du CNT par la France a lieu le 7 juin 2011 lorsque Alain Juppé déclare que le CNT est le seul titulaire des pouvoirs gouvernementaux dans les rapports avec la France. Les autres chefs d'État et de gouvernement de l'Union européenne ne suivent pas la déclaration du 10 mars, estimant que celle-ci anticipe trop sur l'avenir. Pour sa part le CNT a remercié la France pour avoir été le premier pays à les reconnaître la légitimité de leurs actions.
Le Qatar se démarque comme le premier pays arabe à reconnaître le CNT, le 28 mars 2011. Par ailleurs, la chaîne qatarie Al Jazeera, très suivie dans le monde arabe, montre le Conseil national de transition sous un jour bienveillant.

#### Mort de Kadhafi
Le 20 octobre 2011, Mouammar Kadhafi est tué. La communauté internationale salue sa mort. Mais le déroulement exact des circonstances de son décès, qui restent confuses, donne lieu à une polémique, ce qui conduit le président du CNT, Moustafa Abdel Jalil, à annoncer le 24 octobre l'ouverture d'une enquête sur sa mort. Le 25 octobre 2011, à l'aube, Mouammar Kadhafi et son fils Moatassem sont inhumés dans le désert libyen, dans un lieu tenu secret.
En septembre 2012, Mahmoud Jibril affirme que c'est un agent étranger, probablement français, qui aurait tué Kadhafi : cette version est reprise par Rami El Obeidi (ex-responsable des relations avec les agences de renseignements étrangères du CNT) et certains diplomates européens en Libye. Des rumeurs en provenance de Libye affirment que l'opération aurait été menée pour éviter tout interrogatoire de Kadhafi au sujet de ses liens avec Nicolas Sarkozy, voire que Bachar el-Assad aurait prêté main-forte aux Français pour localiser Kadhafi. Gérard Longuet, ministre de la Défense français à l'époque des faits, dément catégoriquement que Kadhafi ait pu être tué par un agent français, et souligne que « La Libye est un pays où courent toutes sortes de rumeurs et de supputations sans fondement »,,.

## Documents publiés parMediaparten 2012 et début de l'affaire

### Note de Jean-Charles Brisard
Le 12 mars 2012, Mediapart indique avoir eu accès à une note de Jean-Charles Brisard intitulée « GEN/ NS V. MEMO DG » daté du 20 décembre 2006 et qui est versée au dossier d’instruction de l’attentat de Karachi, le 18 octobre 2011. Selon ce document, les « modalités de financement de la campagne » de Nicolas Sarkozy («NS») auraient été « réglées lors de la visite Libye NS + BH » le 6 octobre 2005, pour un total de 50 millions d’euros. Le « montage » inclurait une société de « BH » au Panama, ainsi qu'une banque suisse (« ND »). Une autre note du 22 septembre 2005, évoque un « tête-à-tête » de Nicolas Sarkozy « avec le Leader », la remise des « CV de NS et BH » à Kadhafi et la négociation de plusieurs marchés de sécurité et d’armement. Les policiers auraient aussi trouvé parmi les documents de Ziad Takieddine des lettres de Nicolas Sarkozy (10 septembre 2005), Claude Guéant (23 septembre 2005), Brice Hortefeux (15 novembre 2005) adressées aux autorités libyennes,.
Le 15 mars 2012, Mediapart présente l'auteur de la note, Jean-Charles Brisard, qui confirme la présence de Brice Hortefeux dans le montage financier. Le lendemain, Mediapart indique que Jean-Charles Brisard déclare vouloir « s’écarter de la publication » qui désormais le « gênait ». Jean-Charles Brisard transmet, le 16 mars, un démenti à Mediapart que le média en ligne transcrit dans son intégralité, il évoque alors une « manipulation grossière », il « condamne l’usage de (son) nom », et considère l'affaire comme une « affabulation journalistique ».

### Note de Moussa Koussa pour Béchir Salah
Le 28 avril 2012, Mediapart publie un document écrit en arabe,, daté du 10 décembre 2006 et signé par Moussa Koussa, alors chef des services de renseignements extérieurs libyens. Le document, issu des archives des services secrets, indique que le régime libyen de Mouammar Kadhafi a décidé de débloquer une somme de 50 millions d'euros pour la campagne présidentielle de Nicolas Sarkozy en 2007, en autorisant le directeur de cabinet de Kadhafi, Béchir Salah, à entreprendre les versements secrets et à appuyer la campagne électorale de Nicolas Sarkozy à la présidentielle de 2007, et ce pour un « montant de cinquante millions d’euros ». « En référence aux instructions émises par le bureau de liaison du comité populaire général concernant l’approbation d’appuyer la campagne électorale du candidat aux élections présidentielles, Monsieur Nicolas Sarkozy, pour un montant d’une valeur de cinquante millions d’euros ».
Toujours selon le document, cette décision résulte d'un accord intervenu le 6 octobre 2006 entre le directeur des services de renseignements libyens, Abdallah Senoussi, le président du Fonds libyen des investissements africains, Béchir Salah, Brice Hortefeux et Ziad Takieddine. Ziad Takieddine ne conteste pas l’authenticité du document, tout en précisant qu’il n’était pas présent, le jour indiqué, à cette réunion. Mediapart indique que selon les relevés des voyages de Ziad Takieddine, détenus par la justice, l’homme d’affaires était à Tripoli le 9 décembre 2006, veille de la rédaction du document.
Le document est adressé à Béchir Salah, alors directeur de cabinet de Mouammar Kadhafi, qui aurait été chargé de superviser les paiements.

### Réactions politico-médiatiques

#### Réactions en France
À la suite de la publication de la deuxième note, le 28 avril 2012 par Mediapart, Nicolas Sarkozy estime qu'il s'agit d'une « infamie » et déclare : « 50 millions d'euros… Pourquoi pas 100 ? Pour une campagne qui en vaut 20. Il faut se mettre d’accord. Ma campagne a été financée par les sous-marins pakistanais, par M. Kadhafi ou par Mme Bettencourt ? ». François Fillon qualifie le document de Mediapart de « faux, en tout cas impossible à authentifier » et affirme que Mediapart est « une officine financée par de riches amis de François Hollande ». Mediapart réplique que le journal est indépendant et financé par ses journalistes fondateurs. L'opposition[évasif] juge l'affaire « gravissime ».
Lors des premières révélations de Mediapart, le soir même du 12 mars 2012, sur TF1, Nicolas Sarkozy juge l'accusation « grotesque ». Dans un entretien à France 24, le même jour, Ziad Takieddine qualifie Mediapart de « site le plus menteur qui puisse exister dans toutes les civilisations possibles et imaginables » et ses journalistes d' « animaux malades ».
Selon le média en ligne OWNI, le 6 octobre 2006 au soir, date présumée de la réunion préparatoire, Brice Hortefeux se trouvait à Montpeyroux, en Auvergne, bien que le site indique qu’il soit matériellement possible qu’il ait effectué un aller-retour express entre le 5 et l’après-midi du 6. Owni indique également que selon le fichier qui recense ses nombreux voyages, mis en ligne par le site, Ziad Takieddine était à Genève le 6 octobre 2006.

#### Réactions de Moussa Koussa et Béchir Salah
Moussa Koussa et Béchir Salah démentent avoir été l'auteur et le destinataire respectif de la note. Plusieurs médias signalent cependant les conflits d'intérêts qui minent ces deux déclarations : Moussa Koussa, réclamé par le CNT, vit en exil à Doha au Qatar, et Béchir Salah, recherché par Interpol, se trouve en France,.
Lors de son audition le 5 août 2014, Moussa Koussa déclare que « Le contenu n’est pas faux, mais la signature est fausse » et « Ce n’est pas moi qui ai signé ». Selon Mediapart, la justice accumule des éléments confortant l'authenticité du document. En outre, d'après l'avis unanime des trois graphologues mandatés par la justice française, rendu le 6 novembre 2014, la signature est bien la sienne,.

#### Conseil national de transition libyen
Le Conseil national de transition libyen (CNT) est divisé sur le sujet. Le 2 mai 2012, Moustapha Abdel Jalil, le président du CNT, qui incarne le pouvoir post-Kadhafi, juge « la lettre fausse et fabriquée ». Il déclare : « Nous avons vu la lettre et nous n'avons retrouvé aucune référence à cette lettre dans les archives libyennes ». Cependant, Othman Bensasi, directeur administratif du CNT, évoque « un problème interne », et indique que celui-ci n'était pas au courant de cette dernière déclaration : « Je ne sais pas sur quelle base ou selon quelles preuves il affirme cela. En tant que président du CNT, je ne vois pas comment il a pu vérifier ce document »,.

#### Baghdadi Ali al-Mahmoudi
Le 3 mai 2012, Baghdadi Ali al-Mahmoudi, ancien premier ministre libyen, écroué à Tunis, affirme pour sa part via son avocat, Me Béchir Essid l’existence de la note publiée par Mediapart, le déblocage d'une somme de 50 millions d’euros en 2007 et que la note a été rédigée sous son autorité directe : « Je confirme qu’il existe bien un document signé par Moussa Koussa et qu’un financement a bien été reçu par M. Sarkozy ». Il ajoute : « le montant de 50 millions d’euros est juste »,.
Les propos de l'ex-premier ministre sont confirmés par Me Mabrouk Korchid, coordinateur de la défense pénale de M. Baghdadi en Tunisie. Ils sont dénoncés par Me Marcel Ceccaldi, avocat de Bachir Saleh pour qui, menacé d’une extradition vers la Libye par le ministre tunisien de la justice, l’ex-chef du gouvernement libyen ferait l’objet de « pressions » pour livrer les secrets bancaires de l’ancien régime.

## Nicolas Sarkozy contreMediapart

### Procès intenté et perdu de Nicolas Sarkozy
Le 30 avril 2012, Nicolas Sarkozy dépose une plainte contre Mediapart pour « faux » et « usage de faux », « recel de faux » et « publication de fausses nouvelles ». La plainte vise le site Mediapart, son directeur de la publication Edwy Plenel ainsi que les deux journalistes Fabrice Arfi et Karl Laske qui ont signé l’article faisant état d'une note à propos d'un soutien libyen à la campagne de Nicolas Sarkozy en 2007,.
Le 3 juin 2016, la procédure initiée par Nicolas Sarkozy se solde par un non-lieu, l'accusation n'ayant pu démontrer qu’il s’agissait d’« un support fabriqué par montage » ou « altéré par des falsifications »,. Le non-lieu est rendu définitif par la Cour de cassation au début de l’année 2019.

### Plainte deMediapartcontre Nicolas Sarkozy
Mediapart considère que la plainte de Nicolas Sarkozy vise à « intimider les journalistes » dans une « démarche exceptionnelle (qui) vise à contourner la procédure spéciale prévue par la loi sur la presse » puisqu’« une procédure du chef de diffamation aurait exigé un débat public devant le Tribunal correctionnel ainsi que la production des preuves et des témoins ». Ainsi, Mediapart dépose plainte à son tour, le 2 mai 2012, auprès du procureur de la République de Paris contre Nicolas Sarkozy et X… du chef de dénonciation calomnieuse. Le 16 mai 2012, Mediapart dépose quarante-cinq pièces, auprès du procureur de la République de Paris, à l’appui de sa plainte.

## Questions soulevées par l'affaire

### Primes en liquide de l'UMP
Des salariés de la campagne de Nicolas Sarkozy ont reçu des primes non déclarées en espèces. Ces primes étaient issues du coffre-fort d’Eric Woerth et versées par Éric Woerth et Vincent Talvas, respectivement trésorier de la campagne de Nicolas Sarkozy et directeur financier de l’UMP. Selon les témoignages d’Éric Woerth et de Vincent Talvas, entre 30 000 et 35 000 euros en liquide auraient été distribués sous forme de primes en 2007,,. Aux enquêteurs, Éric Woerth déclare que cet argent est arrivé de manière « anonyme » et que les primes distribuées était « hors campagne » et donc qu’il n’avait pas à les signaler à la CNCCFP. L'association de financement de la campagne de Nicolas Sarkozy (AFCNS) n’a officiellement déclaré que 9 712 euros de dons en espèces. Ces informations viennent appuyer les déclarations de Mediapart qui certifiaient que le chef de l'état Français de l'époque aurait reçu de grandes quantités d'argent en liquide dissimulées dans des mallettes.

## Témoins

### Mouammar Kadhafi

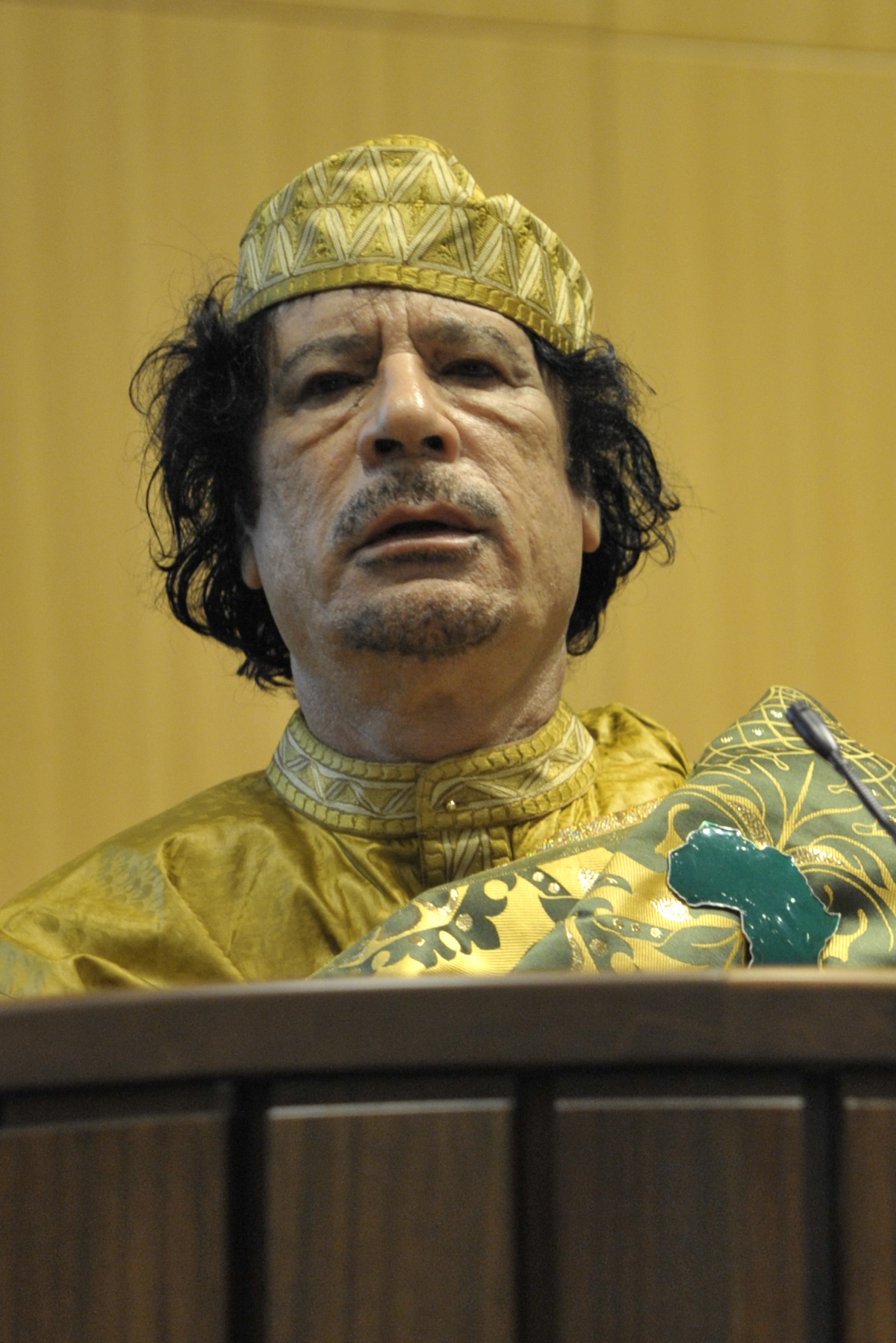
Mouammar Kadhafi en 2009.

#### Accusations avant l'intervention militaire en Libye
En mars 2011, peu avant l'intervention militaire en Libye, Mouammar Kadhafi affirme que Nicolas Sarkozy l'a trahi dans une interview non-publié du Figaro (diffusée par France 3 en 2014). Il déclare « C'est nous qui lui avons fourni les fonds qui lui ont permis de gagner les élections. […] Il est venu me voir alors qu'il était ministre de l'Intérieur. Il m'a demandé un soutien financier. Et on l'a soutenu. »,.

### Saïf al-Islam, fils de Kadhafi

#### Accusations avant l'intervention militaire en Libye
Le 16 mars 2011, dans un entretien accordé à la chaîne Euronews, Saïf al-Islam Kadhafi, fils de Mouammar Kadhafi, accuse le président de la République française d'avoir reçu de l'argent libyen. Il déclare à cette date : « Tout d'abord, il faut que Sarkozy rende l'argent qu'il a accepté de la Libye pour financer sa campagne électorale. C'est nous qui avons financé sa campagne, et nous en avons la preuve. Nous sommes prêts à tout révéler. La première chose que l'on demande à ce clown, c'est de rendre l'argent au peuple libyen. Nous lui avons accordé une aide afin qu'il œuvre pour le peuple libyen, mais il nous a déçus. Rendez-nous notre argent. Nous avons tous les détails, les comptes bancaires, les documents, et les opérations de transfert. Nous révélerons tout prochainement. ».
L'intervention militaire en Libye est déclenchée le 19 mars 2011 sans que le fils de Kadhafi n'ait présenté de preuves. Saïf al-Islam Kadhafi est capturé par les insurgés le 18 novembre 2011 dans le sud de la Libye, à quelques kilomètres de la frontière algérienne, et transféré dans la ville de Zentan, où il est détenu dans un lieu secret.
En janvier 2025, Saïf al-Islam Kadhafi réitère ses accusations contre Nicolas Sarkozy, concernant cette transaction rapportées par RFI en janvier 2025. Selon ses déclarations, des valises d'argent ont été remises à Claude Guéant par l’intermédiaire d’Alexandre Djouhri, l'argent étant transmis par Béchir Saleh. Il rappelle qu’il avait transmis en 2018 son témoignage au juge Serge Tournaire.

### Ziad Takieddine, intermédiaire entre Sarkozy et Kadhafi

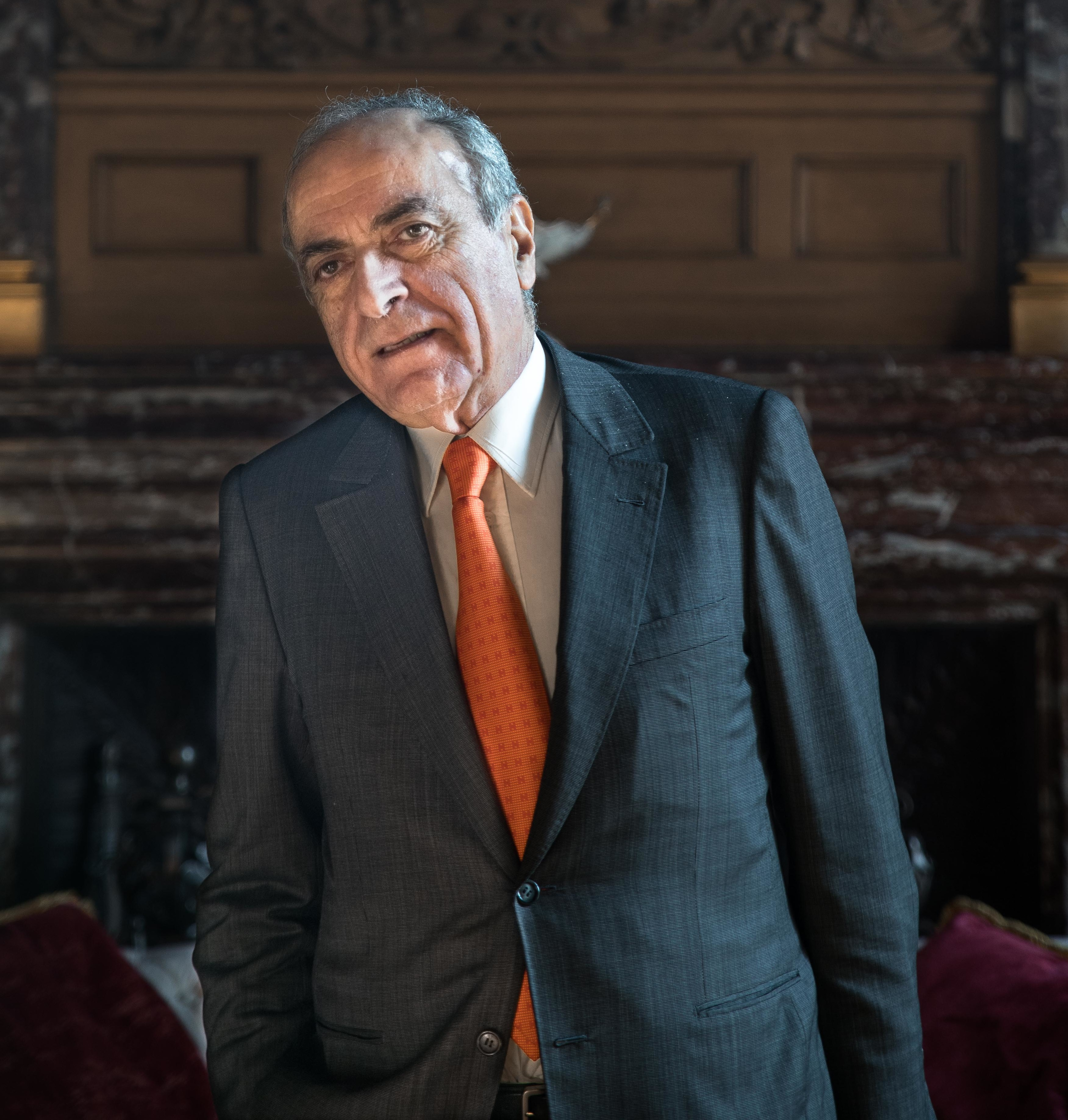
Ziad Takieddine.

Ziad Takieddine est un homme d'affaires franco-libanais, jouant le rôle d'intermédiaire dans des contrats internationaux, notamment pour l'industrie de l'armement.

#### Témoignages filmés et sous serment devant la justice française
En novembre 2016, Ziad Takieddine fait des aveux dans un témoignage filmé et publié par Mediapart où il déclare avoir remis des valises d'argent libyen à Claude Guéant et Nicolas Sarkozy,.
Il est également entendu par le juge Tournaire, et déclare avoir personnellement convoyé de Tripoli à Paris cinq millions d'euros en liquide qu’il a remis en mains propres à Claude Guéant et Nicolas Sarkozy, entre novembre 2006 et janvier 2007, en provenance d'Abdallah Senoussi.
Le 7 décembre 2016, Ziad Takieddine est mis en examen par le juge Serge Tournaire au tribunal de grande instance de Paris pour deux chefs d'accusation : complicité de trafic d’influence et corruption d’agent public par une autorité publique étrangère.
Le 15 juin 2020 un mandat d'arrêt est délivré contre Ziad Takieddine après sa condamnation à 5 ans de prison ferme dans l'affaire Karachi. Il est depuis en cavale.

### Abdallah Senoussi, chef de la sécurité intérieure et beau-frère de Kadhafi
Abdallah Senoussi, est un militaire libyen et le beau-frère par alliance de Mouammar Kadhafi.
Du 15 au 20 février 2011, au début de la révolte contre le régime de Kadhafi, il mène une répression violente contre le soulèvement de Benghazi. Ces événements font l'objet d'une enquête de la Cour pénale internationale, qui aboutit le 27 juin 2011 à un mandat d'arrêt international pour crime contre l'humanité.

#### Témoignage devant la Cour pénale internationale
Abdallah Senoussi, entendu par la Cour pénale internationale (CPI) en septembre 2012, déclare : « Pour ce qui est du soutien apporté à des personnalités occidentales pour leur permettre d'accéder au pouvoir, la somme de 5 millions d'euros a été versée pour la campagne du Président français Nicolas Sarkozy en 2006-2007. J'ai personnellement supervisé le transfert de cette somme via un intermédiaire français, en la personne du directeur de cabinet du ministre de l'intérieur. Sarkozy était alors ministre de l'intérieur. Il y avait aussi un second intermédiaire, le nommé Takieddine ».

### Choukri Ghanem, ministre du pétrole de Kadhafi ayant rallié la rébellion

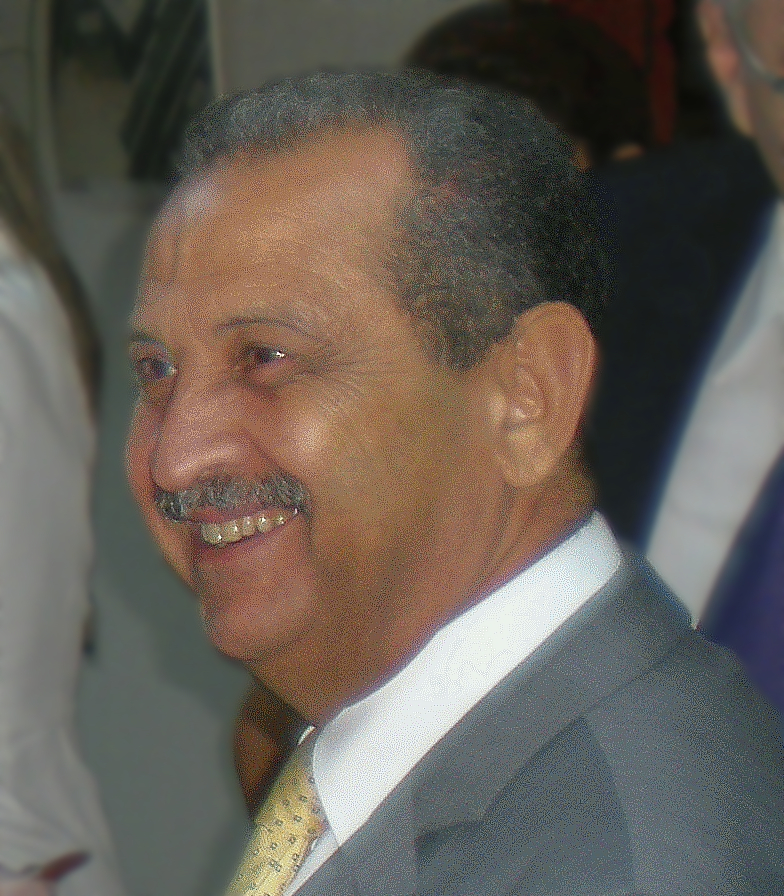
Choukri Ghanem 2010.

Choukri Ghanem est chef du gouvernement de la Libye, de 2003 à 2006, puis ministre du pétrole de 2006 à 2011. Il fait défection en 2011 pendant la guerre civile pour se ranger aux côtés de la rébellion, et s'exile à Vienne, en Autriche.

#### Mort suspecte
Le 29 avril 2012, lendemain de la publication de la note Koussa par Mediapart, qui évoque que Kadhafi a décidé de débloquer 50 millions d'euros pour la campagne de Nicolas Sarkozy, il est retrouvé mort dans le Danube, à Vienne,,,,. La police autrichienne n’exclut pas la piste de l’assassinat dans un premier temps, mais a conclu à une noyade accidentelle consécutive à une crise cardiaque ; cependant de nombreux services de renseignement étrangers jugent cette mort « hautement suspecte ». Certains proches d'Alexandre Djouhri confient aux journalistes et Joan Tilouine et Simon Piel avoir « fait faire glouglou » à Choukri Ghanem,.

#### Carnet consignant les transferts d'argent
La justice française a obtenu le carnet de Choukri Ghanem, qui a été authentifié par plusieurs justices européennes, dont celle de la France, dans lequel est consignée une série de versements totalisant 6,5 millions d’euros versés pendant la campagne électorale de 2007. Pendant une réunion datée du 29 avril 2007, Béchir Salah, directeur de cabinet de Mouammar Kadhafi et patron de l’un des fonds souverains du pays, le Libyan Africa Portfolio, dit avoir transféré 1,5 million d’euros à la campagne de Nicolas Sarkozy. Sont également mentionnés dans ce carnet, l'envoi de 3 millions d’euros par l’un des fils de Kadhafi et de 2 millions d’euros par Abdallah Senoussi, le chef des services secrets intérieurs libyens et beau-frère de Kadhafi,,. En 2015, ce carnet provoque le plus important procès financier qu’a connu la Norvège.

### Moftah Missouri, interprète personnel de Kadhafi

#### Témoignage dans un reportage de France 2
Le 20 juin 2013, dans Complément d'enquête sur la chaîne France 2, Moftah Missouri, interprète personnel de Kadhafi, diplomate avec rang d’ambassadeur et qui fut également ministre, confirme l’authenticité du document signé par Moussa Koussa ainsi que le versement effectif d'au moins une vingtaine de millions de dollars, payés en liquide pour la campagne électorale de Nicolas Sarkozy dès la signature de cet accord de principe,.
Moftah Missouri revient sur un article publié par Le Figaro, et conteste avoir démenti les révélations de Mediapart. Le journaliste Tristan Waleckx déclare que « Missouri nous a dit que Le Figaro avait fait une extrapolation de ses propos » et il ajoute : « Comme c’est quelqu’un de prudent, il avait dit qu’il n’avait pas vu les mallettes, et c’est devenu un démenti formel. Pour lui, c’était clairement, de la part du Figaro, une déformation de ses propos, coupés au bon endroit »,.

##### 2013: Nicolas Sarkozy parlant du DCRI: «il nous est fidèle, lui?»
Des écoutes judiciaires révèlent qu'à la suite de l'émission Complément d'enquête, Nicolas Sarkozy — qui n'est alors plus président de la République — et son directeur de cabinet Michel Gaudin appellent à deux reprises entre le 21 et le 24 juin 2013 le Directeur Central du Renseignement Interieur (DCRI), Patrick Calvar, et lui demandent si les services de renseignement ont des informations sur Moftah Missouri. Patrick Calvar répond qu'il n'y a aucune enquête sur Missouri à sa connaissance. Le 24 juin, Sarkozy et Michel Gaudin s’inquiètent du fait que le DCRI ne les a pas rappelé au sujet de Missouri. Nicolas Sarkozy demande alors à Michel Gaudin : « Mais il nous est fidèle, lui ? »,, Gaudin lui répond « Oh oui, oui, on l'a beaucoup aidé autrefois ». Patrick Calvar est réputé pour être un ami du précédent DCRI, Bernard Squarcini. Le 28 mars 2014, Patrick Calvar est auditionné par les juges Tournaire et Grouman sur sa « fidélité » au clan Sarkozy, il déclare qu'il n'est fidèle qu'à « la République ». Les juges le questionnent également sur l'existence d'enquêtes de la DCRI sur Missouri, il n'y répond pas, invoquant le « secret défense »,,.

#### Témoignage àMediapart
En 2018, dans un entretien à Mediapart, il revient sur l'affaire, la première rencontre entre Nicolas Sarkozy et Mouammar Kadhafi le 6 octobre 2005, et notamment d'un tête-à-tête de cinq ou sept minutes, où ils ont parlé du beau-frère du « Guide », Abdallah Senoussi, et du jugement par contumace dans l'affaire de l'attentat contre le DC10 d'UTA. Il évoque également des négociations pour des ventes d'armes française où « le Guide avait demandé par ailleurs à Guéant de lui fournir la liste des Libyens naturalisés français, et ceux qui avaient des propriétés en France. Guéant a indiqué au Guide qu’un seul responsable libyen disposait d’une maison en France : il a mentionné Moussa Koussa – l’ancien chef des services secrets extérieurs –, il n’a pas parlé de Bachir Saleh. Il lui a remis une liste de binationaux, et mis à part une ou deux personnalités, comme le ministre du logement, c’étaient des gens ordinaires. ».

### Baghdadi al-Mahmoudi, premier ministre de Kadhafi

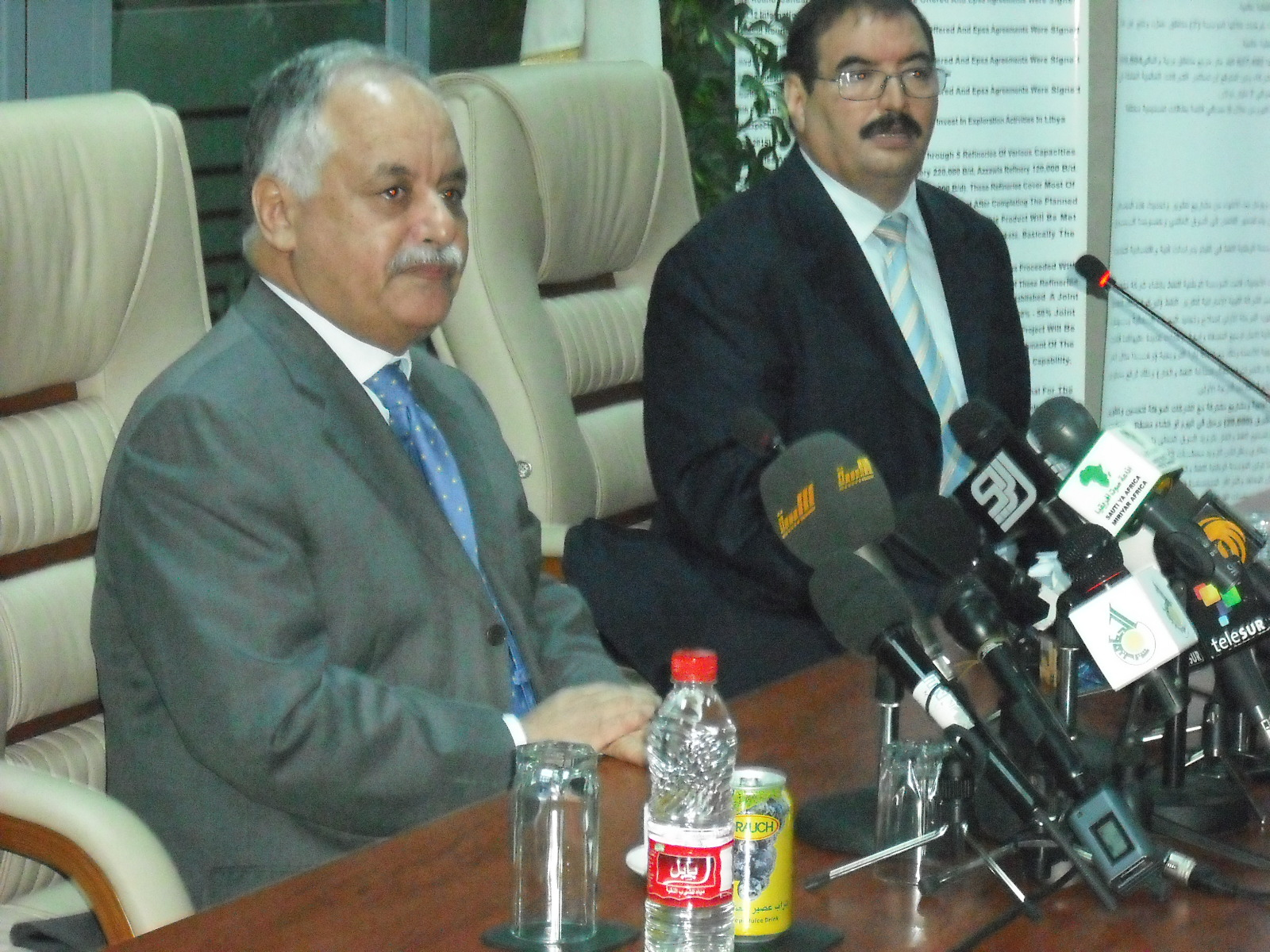
Baghdadi Mahmoudi en octobre 2011.

#### Témoignage devant une cour de justice tunisienne
Le 25 octobre 2011, l’ancien premier ministre, Baghdadi al-Mahmoudi, déclare devant la cour d’appel de Tunis, qui examinait la demande d’extradition déposée par la Libye à son encontre, : « Oui, en tant que premier ministre, j’ai moi-même supervisé le dossier du financement de la campagne de Sarkozy depuis Tripoli, des fonds ont été transférés en Suisse, et Nicolas Sarkozy était reconnaissant pour cette aide libyenne, et n’a cessé de le répéter à certains intermédiaires »,.
Les propos de l'ex-premier ministre sont confirmés par Me Mabrouk Korchid, coordinateur de la défense pénale de M. Baghdadi en Tunisie. Ils sont dénoncés par Me Marcel Ceccaldi, avocat de Bachir Saleh pour qui, menacé d’une extradition vers la Libye par le ministre tunisien de la justice, l’ex-chef du gouvernement libyen ferait l’objet de « pressions » pour livrer les secrets bancaires de l’ancien régime. Me Mehdi Bouaouaja, interrogé sur sa connaissance des dossiers de financement de politiciens étrangers, celui-ci aurait déclaré : « Oui, en tant que Premier ministre, j’ai moi-même supervisé le dossier du financement de la campagne de Sarkozy depuis Tripoli ».
Le Monde relate également une anecdote où, en avril 2011, un émissaire secret dépêché à Tripoli déclarait sous couvert d'anonymat, peu après son voyage, comment le Premier ministre, comme d'autres membres de l'entourage de Kadhafi, affirmait avoir financé la campagne de Sarkozy, bien que n'ayant pas de preuves matérielles puisque la transaction aurait été effectuée en cash.

### Béchir Salah, «l'argentier» de Kadhafi
En 2006, Béchir Salah Béchir est le directeur de cabinet de Mouammar Kadhafi et dirige le Libyan African Portfolio (LAP), un des fonds d'investissement du régime libyen. Il est surnommé « l'argentier de Kadhafi ».

#### Fuite et refuge en France de Béchir Salah
Selon Le Canard enchaîné, après avoir été arrêté puis rapidement relâché par le Conseil national de transition à la chute du régime, Bachir Saleh quitte le pays à destination de la Tunisie et de l’île de Djerba. Il aurait alors été exfiltré à destination de la France grâce à l’intervention de l’ambassadeur de France en Tunisie, Boris Boillon, via le jet privé, immatriculé en Suisse d’Alexandre Djouhri.
Il est visé par une notice rouge d'Interpol (mandat d'arrêt international) sous le nom de Bashir Al-Schrkawi,. Pourtant, il séjourne en France entre la fin du conflit en Libye et mai 2012 où il bénéficie d'un titre de séjour.
À la suite des documents publiés par Mediapart, plusieurs médias retracent le parcours de Bashir Saleh en France, notamment Paris Match qui le photographie à Paris le 2 mai 2012, en indiquant qu'il rencontrait Dominique de Villepin et l'homme d'affaires Alexandre Djouhri la veille au Ritz,.
François Fillon déclare dans un premier temps qu'il n'existait « aucune trace d'un mandat international » visant Bashir Saleh et que ce dernier disposait d'un « passeport diplomatique du Niger »,. La déclaration est démentie par la notice d'Interpol indiquant que Saleh est recherché pour fraude et le jour même par le ministère nigérien des Affaires étrangères déclarant que celui-ci « n'est plus en possession d'un passeport nigérien ». Nicolas Sarkozy déclare pour sa part que Bachir Saleh sera arrêté « s'il est recherché par Interpol ». Claude Guéant affirme ne pas savoir ce que Bachir Saleh fait en France, qu'« il n’a pas été exfiltré par les services français » et qu'il sera arrêté « dès qu’il sera découvert ».

#### Fuite de France vers l'Afrique du Sud
En mai 2012, Alexandre Djouhri organise le départ en catastrophe de Bachir Saleh (alors visé par un mandat d'arrêt d'Interpol) de Paris vers Niamey, au Niger en jet privé,. Selon Mediapart la justice a obtenu la confirmation que cette exfiltration de Bachir Saleh de Paris, le 3 mai 2012, s'est faite en étroite coordination avec le patron du renseignement intérieur, Bernard Squarcini. Selon Le Canard enchaîné et des médias sénégalais[réf. obsolète], Bachir Saleh se serait réfugié au Sénégal, ce qui est contesté par son avocat Marcel Ceccaldi qui affirme qu'il se trouve désormais « dans un endroit où il se trouve en situation régulière ». Selon le site d'information sénégalais Setal, Bashir Saleh se trouverait au Mali où il serait « à l’abri de toute traque internationale » en étant protégé par les rebelles touaregs. Jeune Afrique suggère en février 2013 qu'il aurait atterri en Afrique du Sud, avant de trouver refuge au Swaziland : sa présence en Afrique du Sud est finalement confirmée par le même organisme, auquel l'ancien ministre accorde finalement des interviews, dans lesquelles il confirme l'aide apportée par deux amis intimes de Nicolas Sarkozy, Claude Guéant et Bernard Squarcini.

#### Visé par une tentative d'assassinat
Début 2018, Béchir Salah est visé par une tentative d'assassinat à Johannesbourg,, et a reçu 2 balles dans la poitrine et l’abdomen ; d’après ses proches, il s’apprêtait à transmettre à la justice française des informations sur l’affaire des financements libyens,. D'après plusieurs observateurs, cette attaque ne semble pas fortuite ; selon le Canard enchaîné, il est l'un des deux principaux témoins avec Alexandre Djouhri sur lesquels comptait le juge Tournaire après la mise en examen de Nicolas Sarkozy et les deux seraient subitement dans l'incapacité de parler, Alexandre Djouhri est alors hospitalisé à Londres, où il a été victime d'une mystérieuse attaque cardiaque, et placé en coma artificiel. Salah aurait été exfiltré à Dubaï ou à Abou Dabi, son avocat n'a plus depuis lors, de nouvelles de lui.

### Moussa Koussa, chef des services secrets de Kadhafi, auteur de la note

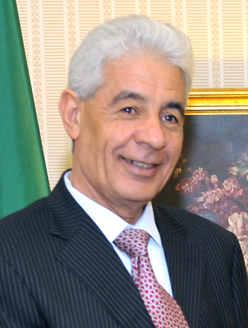
Moussa Koussa, 2010.

Moussa Koussa est le chef des services de sécurité et du renseignement extérieur de la Jamahiriya arabe libyenne jusqu'en 2009, puis Ministre des affaires étrangères. Il serait l'auteur de la note sur le financement libyen de la campagne de Nicolas Sarkozy en 2007.

#### Fuite et exil au Qatar
Le 28 mars 2011, lors de la révolte libyenne de 2011 et l'intervention militaire en Libye décrétée par l'ONU à l'encontre de son gouvernement, il quitte Tripoli et se rend à Tunis, officiellement pour une visite privée. Deux jours plus tard, il s'envole pour Londres où il demande asile au Royaume-Uni. Il annonce le soir même avoir démissionné de ses fonctions de ministre des affaires étrangères et dénonce les attaques menées contre son peuple par le régime de Kadhafi.
Le 28 avril 2012, jour de la publication de la note par Mediapart, Moussa Koussa dément avoir été l'auteur de la note. Plusieurs médias signalent cependant les conflits d'intérêts qui minent sa déclaration : Moussa Koussa, réclamé par le CNT et visé par des accusations de tortures, vit en exil à Doha au Qatar, et aurait fait l’objet d’un chantage à l’expulsion vers la Libye s’il ne démentait pas les informations de Mediapart,.

#### Témoignage devant la justice française et authentification de sa signature
Lors de son audition par des juges français, à Qatar le 5 août 2014, Moussa Koussa déclare que « Le contenu n’est pas faux, mais la signature est fausse » et « Ce n’est pas moi qui ai signé ». D'après l'avis unanime des trois graphologues mandatés par la justice française, rendu le 6 novembre 2014, la signature est bien la sienne,.

### Mohamed Albichari

#### Enregistrements audio et authentification
Mohamed Albichari est le fils de l'ancien chef des services secrets libyens. Il affirme que dans les enregistrements que faisait Kadhafi lors d'entretiens avec des visiteurs, il y aurait des preuves de remises d'argent. Il contacte le député européen Michel Scarbonchi, dont il est proche, au printemps 2012. Michel Scarbonchi déclare « Un jour, M. Albichari me dit qu'un lot de 70 cartons de cassettes audio a été récupéré par des contacts à lui. Il s'agirait des enregistrements des conversations de Kadhafi avec tous les responsables étrangers venus lui rendre visite ». Michel Scarbonchi est un proche du Directeur Central du Renseignement Intérieur (DCRI) de l'époque Bernard Squarcini. Sur son procès-verbal, Scarbonchi déclare « Je voulais faire authentifier la voix. C'était une voix française. Pour savoir si la bande était bidon ou pas, j'ai eu un rendez-vous avec un gars des services de renseignement. Squarcini était présent. L'échantillon a été remis au gars des services. J'ignore ce que sont devenues ces bandes. J'ai demandé plus tard à Squarcini quelles voix françaises étaient authentifiées. Il m'a répondu qu'il ne savait pas. Mais je pense qu'il n'a pas voulu me le dire… ». Bernard Squarcini, quant à lui déclare « Une équipe anti-kadhafiste de Benghazi avait récupéré la vidéothèque de Kadhafi. Ils ont voulu vendre ce matériel, les conversations secrètes du Guide avec les chefs d'Etat étrangers. J'ai rencontré M. Albichari avec un de ses amis. Il semblait sérieux, il m'a expliqué avoir mis au secret les enregistrements. Un échantillon audio m'a été proposé, je l'ai récupéré, mais mes services n'ont pas réussi à le lire ». Squarcini transmet alors la cassette à la DGSE qui l'authentifie,.

#### Mort
Fin avril 2012, Mohamed Albichari décède d'une crise de diabète à Tunis, à l'âge de 37 ans,.

### Mohammed Ismail, ancien directeur de cabinet de Saïf al-Islam Kadhafi
Le 20 juin 2013, Mohammed Ismail, ancien directeur de cabinet de Saïf al-Islam Kadhafi, déclare « qu'une partie des fonds a transité par la North Africa Commercial Bank, à Beyrouth, et, à partir de là, vers un compte bancaire en Allemagne relié à Ziad (Takieddine) ; d'autres montants ont été canalisés par l'entremise de comptes bancaires au Panama et en Suisse ». Selon Mediapart, Ziad Takieddine disposait de plusieurs comptes ouverts à la Deutsche Bank de Francfort, au nom d’au moins trois sociétés offshore, Tristar, Rossfield et Como.

### Jacques Dupuydauby
Dans le cadre d'une information judiciaire ouverte pour « extorsion » par le parquet de Paris, le 7 janvier 2013, M. Dupuydauby, homme d'affaires en conflit depuis plusieurs années avec l'industriel Vincent Bolloré, affirme que celui-ci « aurait servi d'intermédiaire, via notamment le Liechtenstein, pour le transfert des fonds libyens destinés au financement occulte de M. Sarkozy ». Ces confidences lui auraient été faites à Tripoli, le 28 janvier 2009, par Bachir Saleh, alors directeur du cabinet du dictateur, et de son bras droit, Cheick Amadou Bany Kanté, ex-représentant pour l'Afrique de l'Ouest du Libya Africa Portfolio for Investment.

## Information judiciaire en France

### Début de l’enquête
Le 19 décembre 2012, lors d'une déposition faite au juge Renaud Van Ruymbeke dans un premier dossier qui le concerne personnellement (son arrestation à l’aéroport de Paris-Le Bourget, le 5 mars 2011, alors qu’il ramenait 1,5 million d’euros en espèces de Libye), Ziad Takieddine déclare qu'il est en mesure de fournir les éléments en sa possession concernant le financement de la campagne de Nicolas Sarkozy de 2007 au-delà de 50 millions d’euros, en particulier entre décembre 2006 et janvier 2007. Il affirme que Béchir Salah a reçu de Claude Guéant, directeur de cabinet du ministre de l’Intérieur, « les indications bancaires nécessaires aux virements ».
Le parquet de Paris saisit alors la Division nationale des investigations financières et fiscales (DNIFF), qui perquisitionne la villa de Béchir Salah, à Prévessin-Moëns (Ain), le 16 janvier 2013. Par ailleurs, il diligente une enquête préliminaire qui conduit à des perquisitions chez Claude Guéant, le 27 février 2013 et chez Ziad Takieddine le 11 avril.
Le 19 avril 2013, le parquet de Paris ouvre une information judiciaire contre X pour « corruption active et passive », « trafic d'influence, faux et usage de faux », « abus de biens sociaux », « blanchiment, complicité et recel de ces délits ». Les juges d'instruction Serge Tournaire (déjà chargé de l'affaire Tapie/Lagarde dans laquelle le nom de Claude Guéant est cité) et René Grouman sont chargés de ce dossier.

### Authentification du document deMediapartpar la justice
Le 3 juin 2016, la justice française authentifie le document publié par Mediapart, qui établit un « accord de principe » concernant les 50 millions d’euros promis par Mouammar Kadhafi, pour financer la campagne de Nicolas Sarkozy, en revanche ce document n'établit pas que la transaction a bien eu lieu, ce qui doit être déterminé par l'enquête,.

### Mises en examen

#### Nicolas Sarkozy

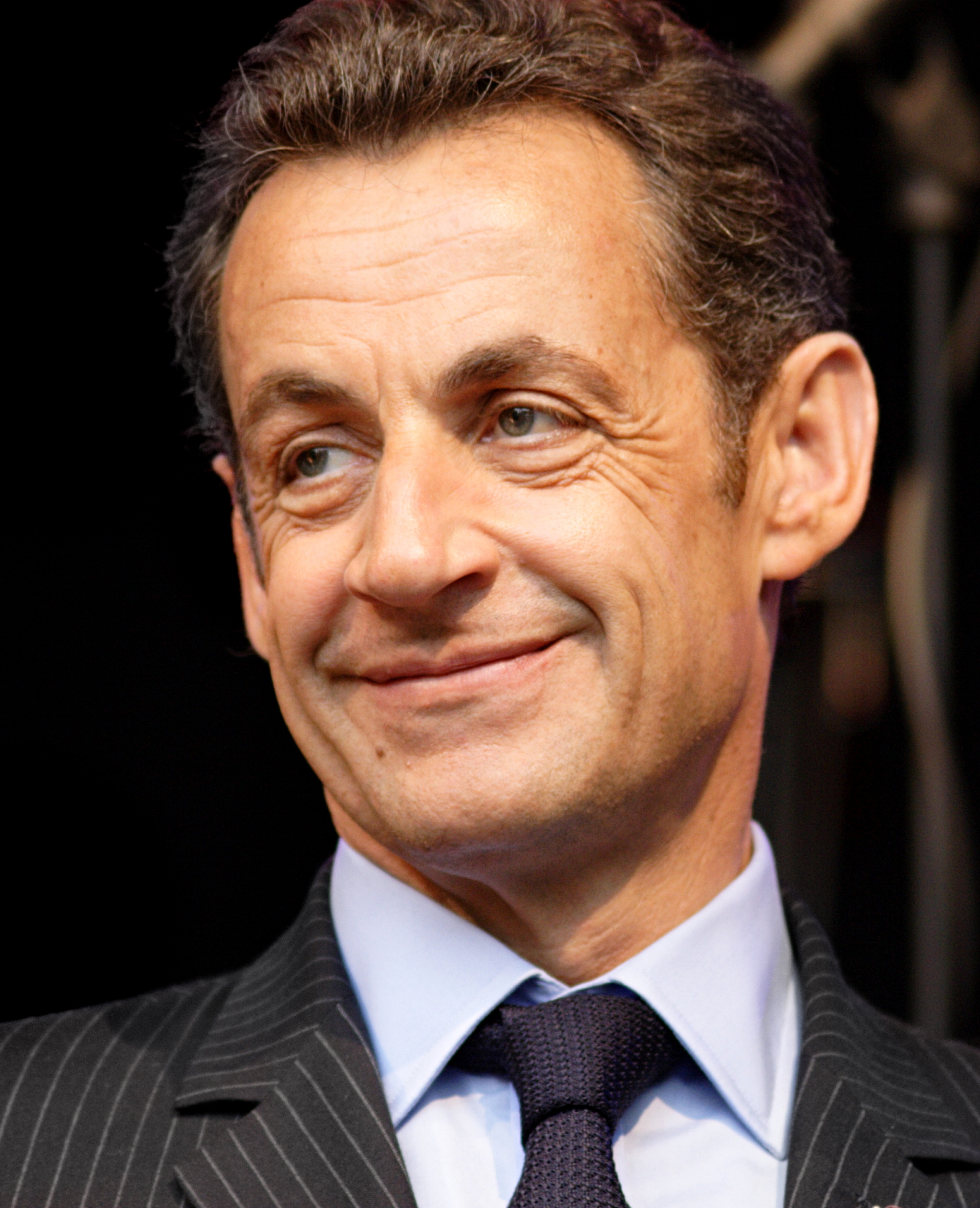
Nicolas Sarkozy en 2008.

Le 20 mars 2018, Nicolas Sarkozy est placé en garde à vue dans les locaux de l'office anticorruption (OCLCIFF) de Nanterre.
Le 21 mars 2018, après plus de 30h de garde à vue, Nicolas Sarkozy est mis en examen pour « corruption passive, financement illicite de campagne électorale et recel de détournement de fonds publics libyens » et est également placé sous contrôle judiciaire,,,,. L'ancien chef d'État déclare le même jour :

« Les faits dont on me suspecte sont graves, j’en ai conscience. Mais si comme je ne cesse de le proclamer avec la plus totale constance et la plus grande énergie, si c’est une manipulation du dictateur Kadhafi ou de sa bande, ou de ses affidés, dont Takieddine fait à l’évidence partie, alors je demande aux magistrats que vous êtes de mesurer la profondeur, la gravité, la violence de l’injustice qui me serait faite »

— Nicolas Sarkozy
Dès le lendemain de sa garde à vue, le 22 mars 2018, il s'exprime longuement au journal télévisé de 20 heures de TF1, assurant qu'il n’aurait jamais favorisé les intérêts libyens, que les accusations qui le visent seraient l’œuvre d’un clan, et toutes postérieures à la guerre, qu'il ne serait pas lié à l’intermédiaire Ziad Takieddine, et que le document publié par Mediapart serait « le comble de la manipulation ».
Le 16 octobre 2020, Nicolas Sarkozy est mis en examen pour association de malfaiteurs,,,, après le rejet par la cour d’appel de Paris le 24 septembre 2020 des recours déposés par Nicolas Sarkozy et ses co-accusés, et après quatre jours d’audition par le Parquet national financier (PNF),,.

#### Éric Woerth

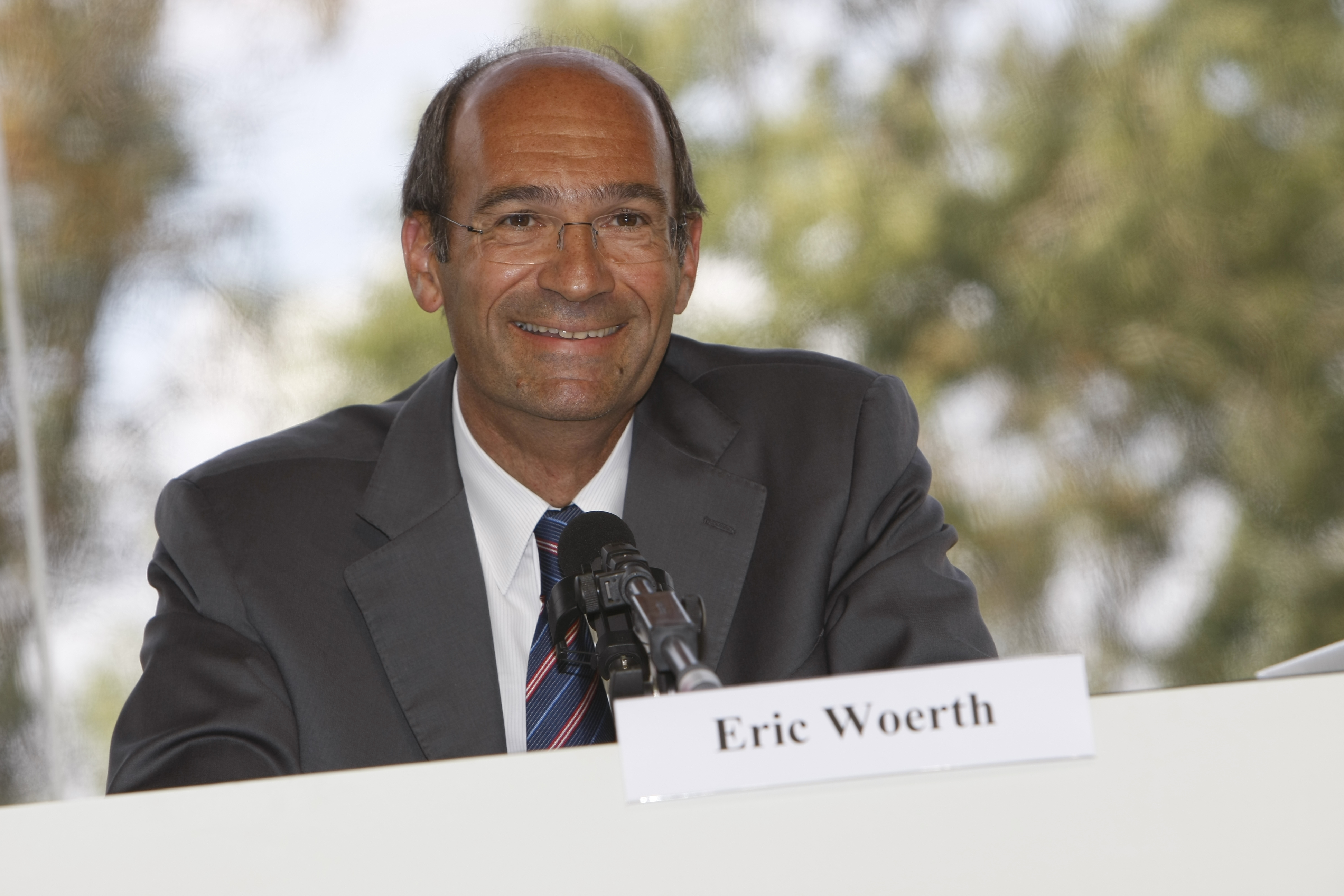
Éric Woerth.

Éric Woerth, trésorier de la campagne de Nicolas Sarkozy pour l’élection présidentielle de 2007, reconnaît devant les juges instruisant l'affaire Sarkozy-Kadhafi avoir distribué plusieurs dizaines de milliers d'euros d'argent liquide, dont il ignorait la provenance, à des salariés de la campagne. Durant son audition, qui s'est tenue le 16 mai 2017, Éric Woerth a affirmé qu'il « pensai[t] » que les espèces illicites « provenaient de personnes qui voulaient aider et qui ne voulaient pas apparaître ». « Je n’avais pas d’éléments pour estimer la provenance de ces fonds », a-t-il assuré, en ajoutant : « Cet argent me gênait, c’était plus encombrant qu’un don du ciel. Nous avons pensé à le détruire ou à le donner à une œuvre. ». Cet argent aurait été reçu par courrier de la part de militants soutenant la campagne présidentielle de 2007 de Nicolas Sarkozy. Lors de l'audition, les enquêteurs ont exprimé leurs doutes quant à la crédibilité de ces affirmations. Interrogé devant les enquêteurs, le chef du courrier de l’UMP en poste au moment des faits, a assuré : « Je n’ai jamais vu de courrier arrivant qui contenait des espèces ».
Eric Woerth est mis en examen pour « complicité de financement illégal de campagne électorale » le mardi 29 mai 2018.

#### Claude Guéant

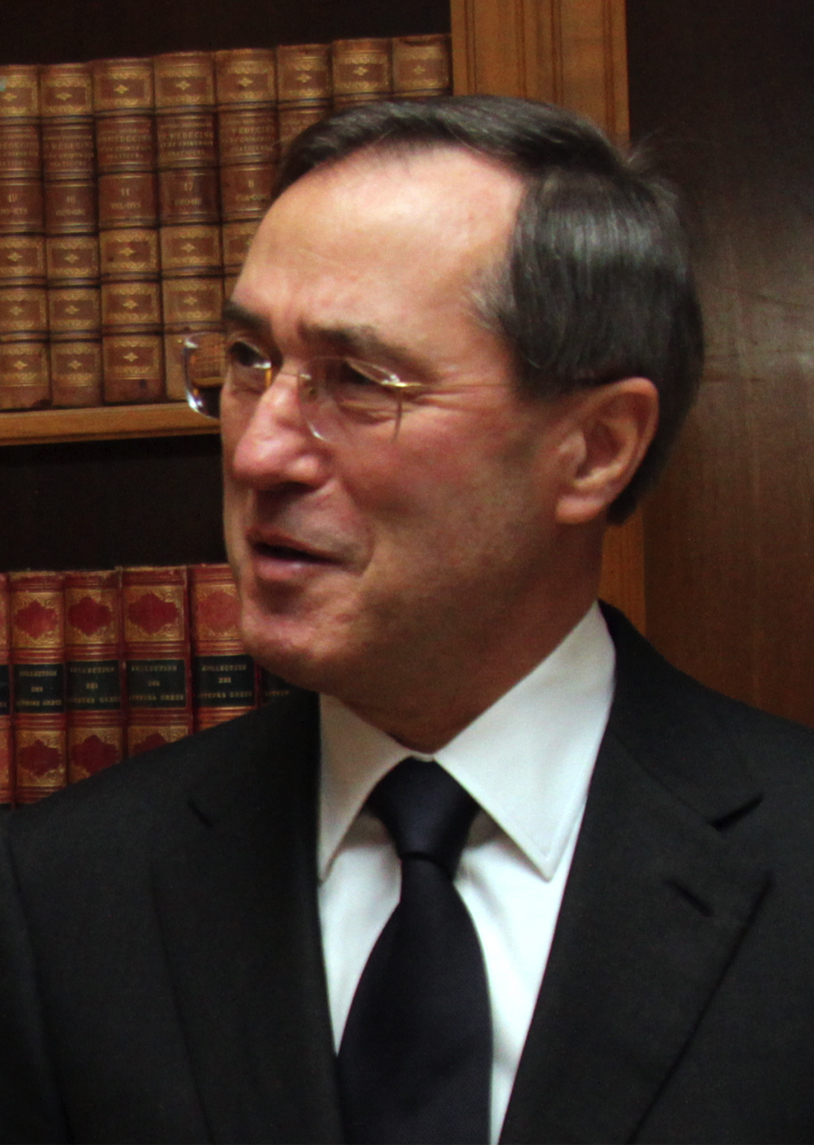
Claude Guéant.

Claude Guéant, directeur de campagne du candidat Nicolas Sarkozy pour la campagne présidentielle de 2007, s'est rendu à plusieurs reprises en Libye entre 2005 et 2007 pour y rencontrer de hauts dignitaires du régime Kadhafi. Avant de devenir directeur de campagne, il occupe le poste de directeur de cabinet de Nicolas Sarkozy au ministère de l'intérieur. Officiellement, ses visites en Libye avaient pour motifs : l'immigration et la lutte contre le terrorisme. En coulisses, le cabinet Sarkozy et Ziad Takieddine négocient en secret des contrats commerciaux liés à des ventes d’armes ou à l'exploitation de gisements gaziers pour le compte du groupe Total.

##### Affaire des tableaux flamands
Au cours de la perquisition effectuée le 27 février 2013 dans le cadre du financement libyen de la campagne de Nicolas Sarkozy en 2007, les enquêteurs découvrent un versement de 500 000 euros sur son compte bancaire ainsi que des factures payées en liquide, pour un montant d'environ 25 000 euros. Claude Guéant affirme que les 500 000 euros sont le fruit de la vente de deux tableaux d'Andries van Eertvelt à un avocat étranger (malaisien). Le ministère de la Culture affirme alors n'avoir jamais reçu de demande de certificat d'exportation pour la vente des œuvres de van Eertvelt, alors que tout tableau d'une valeur supérieure à 150 000 euros doit obligatoirement obtenir ce document pour être autorisé à sortir de France. Le délit d’exportation illégale de trésors nationaux est passible de deux années d’emprisonnement et d’une amende de 450 000 euros.
Néanmoins, le montant de la vente de ces tableaux, qui n'aurait pas été déclaré aux douanes, est nettement supérieur au prix de vente habituel pour cet artiste selon plusieurs experts. Les toiles d'Andries van Eertvelt, spécialiste des batailles navales, se vendent, en moyenne, à 41 000 euros. Et, selon Artprice, la « valeur type » d'un tableau comparable à ceux évoqués par Claude Guéant, est de 15 127 euros (hors frais). Claude Guéant a été placé en garde à vue dans le cadre de cette affaire le vendredi 6 mars 2025. Les enquêteurs soupçonnent le cabinet d'avocats d’être une simple « boîte à lettres » dans la transaction, et la vente de tableaux un écran pour des mouvements de fonds suspects.
Le banquier soupçonné d’avoir effectué le virement en sa faveur, Wahib Nacer (dont les domiciles et bureaux ont été perquisitionnés le 31 mars 2015 en Suisse, de même que ceux de l’intermédiaire Alexandre Djouhri, proche de Dominique de Villepin et devenu, après 2007, l’un des conseillers officieux de Guéant), était l’un des gestionnaires des comptes de Bachir Saleh, le patron d'un puissant fonds d’investissement libyen en Afrique. Les juges d’instruction ont estimé que Claude Guéant avait participé à la « confection d’un ensemble de documents (promesse d’achat, lettre, facture) destinés à formaliser la vente fictive » des tableaux.
La direction nationale des vérifications de situations fiscales de la DGFiP estime que ces 500 000 euros auraient dû être déclarées comme revenu imposable et a par conséquent établi un redressement de 535 000 euros (50 % d'impôt sur la prestation rémunérée, 85 000 euros d'intérêts de retard et 200 000 euros de pénalité pour « manœuvres frauduleuses ».

##### Primes de cabinet en liquide
Claude Guéant a reçu des sommes d'argent en liquide non déclarées d'une valeur estimée à 210 000 euros, provenant selon lui de « primes de cabinet ». Il assure que ces sommes lui ont été versées lorsqu'il était directeur de cabinet de Nicolas Sarkozy au ministère de l'intérieur. Claude Guéant affirme que « cela vient de primes payées en liquide. Elles n'ont pas été déclarées car ce n'était pas l'usage. A posteriori, on se dit que c'était anormal. D'ailleurs, ça a été modifié. ». Or, les « fonds spéciaux » des ministères ont été supprimés en 2002 par Lionel Jospin, et n’existent plus au moment où Claude Guéant prétend les avoir perçus. Cette défense est également démentie par les anciens ministres Daniel Vaillant et Roselyne Bachelot. Le 2 mai 2013, Manuel Valls annonce l'ouverture d'une enquête interne concernant les « primes de cabinet » qui auraient été versées au sein du ministère de l'Intérieur.
Un rapport d’inspection de juin 2013 indique que Guéant, « à partir de l’été 2002 et au plus tard jusqu’à l’été 2004 », a perçu environ 10 000 euros en liquide par mois, prélevés sur le budget alloué aux frais d’enquête et de surveillance de la police.
La Cour des comptes précise, le 4 mars 2014, que 34 millions d’euros de frais d'enquête ont été perçus par le cabinet du directeur général de la police nationale entre 2002 et 2012 (où se sont succédé Michel Gaudin, puis Frédéric Péchenard). L'emploi de ces sommes est « totalement discrétionnaire » : « Il n'en a été conservé aucune pièce justificative jusqu'en 2011 ».

##### Le coffre géant de Claude Guéant
Un coffre-fort loué par Claude Guéant à l'agence Opéra de la banque BNP Paribas en 2007 (pendant la campagne présidentielle) intrigue les enquêteurs ; celui-ci est si grand qu'on pourrait y tenir debout. Il s'y rendra sept fois entre le 23 mars 2007 et le 19 juillet 2007. Interrogé par la police, celui-ci affirme qu'il servait à stocker des archives personnelles et des discours de Nicolas Sarkozy, en sécurité. Il déclare aux enquêteurs : « J'avais demandé un petit coffre et faute de disponibilité j'en ai obtenu un grand ! »,.

###### Poursuites judiciaires
Claude Guéant, directeur de la campagne électorale de Nicolas Sarkozy en 2007, est mis en examen en 2015 pour « blanchiment de fraude fiscale en bande organisée » notamment en raison du virement suspect de 500 000 euros arrivé en mars 2008 à son profit.
En 2017, l'enquête révèle que Claude Guéant n'a retiré que 800€ d'espèce de son compte bancaire entre mai 2003 et fin 2012 ; les policiers s'interrogent sur son « usage immodéré des espèces ».
En septembre 2018, Claude Guéant est également mis en examen, pour « corruption passive », « complicité et recel de ce délit », « recel de détournements de fonds publics », ainsi que « complicité de financement illégal de campagne électorale ».
Il est mis en examen le 3 décembre 2020 pour « association de malfaiteurs » et pour neuf autres chefs d'accusation liés à l'affaire Kadhafi-Sarkozy,.

#### Brice Hortefeux

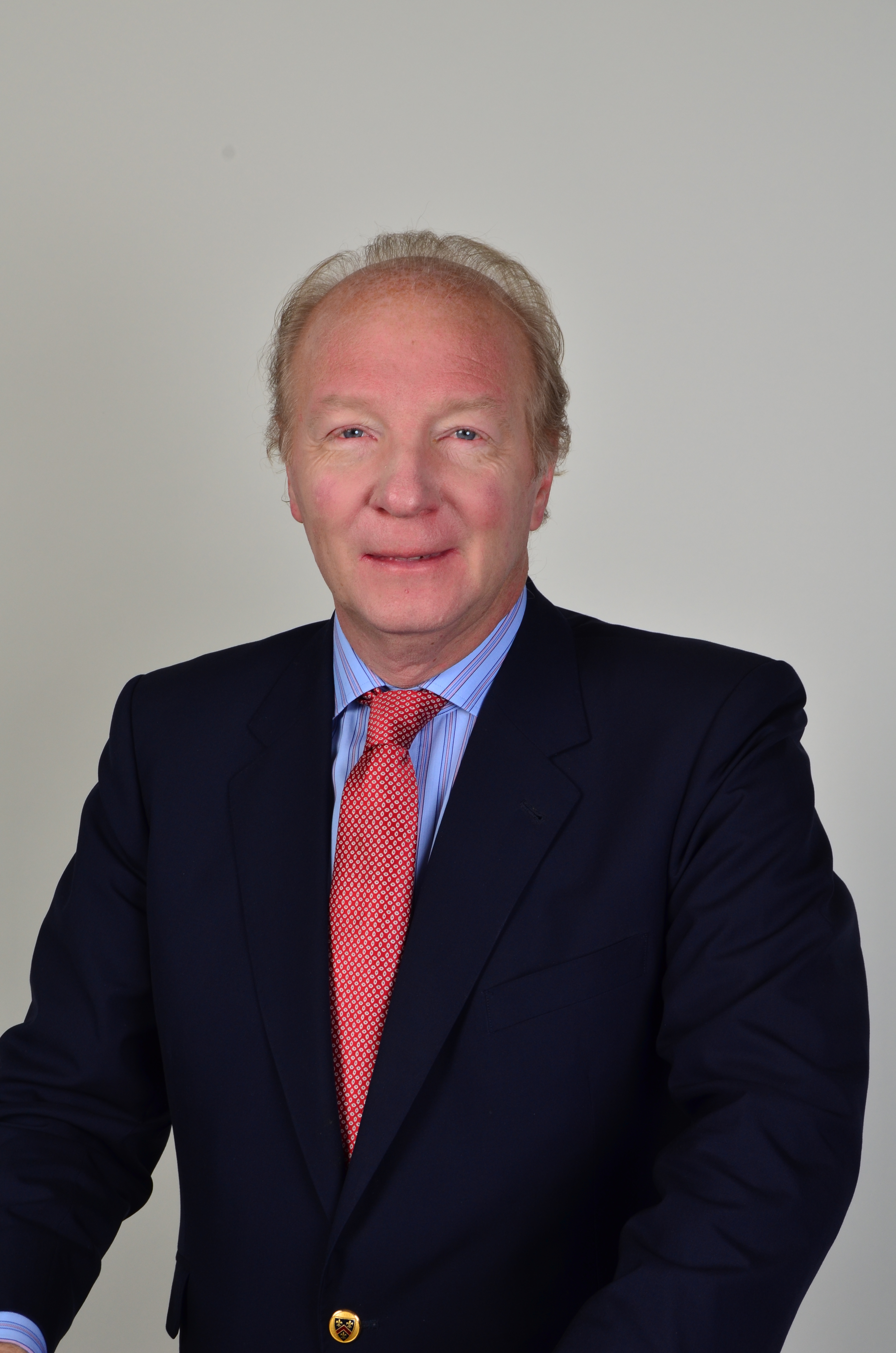
Brice Hortefeux.

Brice Hortefeux est un proche de Nicolas Sarkozy, et est ministre délégué aux Collectivités territoriales de 2005 à 2007 sous la présidence de Jacques Chirac. Il est accusé par Abdallah Senoussi, ainsi que par l'homme d'affaires Ziad Takieddine, dont il était proche, d'avoir organisé les modalités du financement libyen de la campagne présidentielle de Nicolas Sarkozy, en fournissant notamment un RIB et de s'être rendu au moins deux fois en Libye. Brice Hortefeux admet avoir rencontré Abdallah Senoussi à l'initiative de Ziad Takieddine et de s'être rendu une fois à Tripoli en Libye, le 22 décembre 2005, dans le cadre de ses fonctions de ministre. Abdallah Senoussi est pourtant, à ce moment, recherché par la justice française à la suite de sa condamnation en 1999 à la réclusion criminelle à perpétuité pour son implication dans l'attentat de l'avion de ligne DC-10 de la compagnie UTA qui a fait 170 morts, dont 54 français. Il est également visé par un mandat d'arrêt international pour les mêmes raisons. Cette rencontre s'est faite dans le dos des autorités diplomatiques françaises, qui n'en avaient pas été informées. Brice Hortefeux conteste cependant le fait qu'il a été question d'obtenir un financement libyen pour la campagne électorale de 2007 lors de ce déplacement,.
Le 20 mars 2018, Brice Hortefeux, est entendu par la police judiciaire dans le cadre d'une audition libre (Nicolas Sarkozy est placé en garde à vue le même jour),. Selon Mediapart, ce statut de suspect libre autorise l'audition en évitant aux enquêteurs d'avoir à demander la levée de l'immunité parlementaire de l'eurodéputé. Interrogé sur sa rencontre suspecte avec Abdallah Senoussi, Brice Hortefeux déclare : « Je ne connaissais pas le détail de sa condamnation et, pour être précis, j’ignorais totalement l’existence d’un mandat d’arrêt international le concernant ». Durant la même audition, Brice Hortefeux a reconnu ne pas avoir prévenu les autorités françaises de sa rencontre avec le terroriste à son retour de Libye. Jean-Luc Sibiude, ambassadeur de France en Libye au moment des faits, a estimé auprès de la justice française que ce déplacement « n’avait pas grand sens » au regard de la fonction qu'occupait Brice Hortefeux à cette époque.
Initialement témoin assisté dans cette affaire, Brice Hortefeux est mis en examen le 8 décembre 2020 pour « financement illégal de campagne électorale » et « association de malfaiteurs »,,

#### Thierry Gaubert
Thierry Gaubert, collaborateur de Nicolas Sarkozy, est mis en examen pour « association de malfaiteurs » le 31 janvier 2020. Il aurait reçu un virement de 440 000 euros en février 2006, de la société off-shore Rossfield appartenant d'après Mediapart à l'intermédiaire Ziad Takieddine,. L'argent est redirigé le lendemain, par Thierry Gaubert, vers un compte tiers non identifié. D'après Mediapart, la société Rossfield avait été créditée le 31 janvier 2006, d'une somme de 3 millions d'euros en provenance du Trésor public libyen. Pour sa part, Thierry Gaubert déclare à Mediapart que « Rossfield n’est pas du tout M. Takieddine » et qu’il ne s’agit « pas du tout d’argent libyen », en ajoutant : « Ce n’est pas du tout ma version des choses. Je donnerai mes explications au tribunal »,.

#### Alexandre Djouhri
Selon l'enquête publiée par Pierre Péan dans La République des mallettes, Alexandre Djouhri est décrit comme un intermédiaire dans le cadre de ventes internationales d'armes, proche de Dominique de Villepin mais aussi de Claude Guéant et de Bernard Squarcini, patron du renseignement intérieur français. Pierre Péan cite l'ancien ministre de la Défense Hervé Morin, qui lui aurait confié que « Alexandre Djouhri a géré la Libye avec Claude Guéant ». Pierre Péan ne manque pas de rappeler le rôle central de Djouhri dans le règlement de l'affaire des infirmières bulgares détenues en Libye, puis comme médiateur dans le divorce de Cécilia et Nicolas Sarkozy, avec pour objectif de s'assurer du silence de l'ex-première dame contre une pension conséquente.
Le domicile suisse d'Alexandre Djouhri fait l’objet d’une perquisition en mars 2015. Depuis lors, Djouhri ne met plus les pieds en France ou seulement le week-end, comme il le confie à Alain Marsaud « pour éviter une garde à vue ».
En septembre 2016, Djouhri ne se rend pas à la convocation d'un juge du PNF dans le cadre de cette enquête. Selon le magazine Marianne, la justice demande alors à Interpol d'émettre et de diffuser un mandat d'arrêt international contre Djouhri.
Visé par un mandat d’arrêt européen délivré par les juges d’instruction du pôle financier de Paris, il est arrêté le 8 janvier 2018 à l'aéroport de Londres Heathrow. Il obtient sa liberté sous caution dans l'attente d'une audience d'extradition fixée au 17 avril, puis est de nouveau placé en détention provisoire en mars 2018, après l'émission par la France d'un second mandat d'arrêt européen à son encontre.
À la suite de la décision du tribunal de Westminster, Alexandre Djouhri est finalement extradé vers la France le 30 janvier 2020. Il est mise en examen le lendemain pour les chefs suivants :
- faux et usage de faux,
- corruption active,
- corruption active d’agent public étranger,
- complicité de détournement de fonds publics par une personne chargée d’une mission de service public,
- recel de détournement de fonds publics par une personne chargée d’une mission de service public,
- blanchiment de détournement de fonds publics par une personne chargée d’une mission de service public en bande organisée,
- blanchiment de corruption active et passive en bande organisée,
- blanchiment de corruption active et passive d’agent public étranger en bande organisée,
- blanchiment de fraude fiscale en bande organisée.

Il est ensuite placé en détention provisoire à la requête du PNF.

#### Ziad Takieddine
Le 7 décembre 2016, Ziad Takieddine est mis en examen pour complicité de trafic d’influence et de corruption d’agent public par une autorité publique étrangère. Il est en cavale au Liban depuis sa condamnation en juin 2020 dans l’affaire de Karachi à 5 ans de prison ferme.

#### Boris Boillon
Le 31 juillet 2013, le diplomate Boris Boillon est interpellé par la douane à la gare du Nord de Paris alors qu'il s'apprêtait à embarquer à bord d'un Thalys en direction de Bruxelles et qu'il transportait dans un sac 350 000 euros et 40 000 dollars en espèces. D'après des sources proches de l'enquête, la somme serait suspectée d'être liée au possible financement occulte de la campagne Sarkozy de 2007 par Mouammar Kadhafi, via Béchir Saleh (conseiller du dictateur libyen et ami proche de Boris Boillon). Le parquet de Paris a décidé de le faire citer devant le tribunal correctionnel afin d’être jugé des chefs de manquement aux obligations déclaratives de transferts de capitaux, faux et usage de faux, blanchiment de fraude fiscale et abus de bien sociaux.

### Fin de l'enquête
En mai 2023, le parquet national financier requiert le renvoi en correctionnelle des treize personnes accusées. L’ordonnance de renvoi est effectivement signée par les deux juges d’instruction le 25 août 2023, le procès devant se tenir en 2025.

## Procès
Le procès débute le 6 janvier 2025 et doit se tenir jusqu'au 10 avril suivant, devant la 32e chambre du tribunal judiciaire de Paris. 
Le 27 mars 2025, le parquet national financier requiert à l'encontre de Nicolas Sarkozy, une peine de sept ans de prison et de 300 000 euros d'amende, ainsi que cinq ans d'inéligibilité. Pour Claude Guéant et Brice Hortefeux, l'accusation demande des peines de respectivement six et trois ans de prison, assorties d'amendes. Le délibéré est prévu pour le 25 septembre 2025.

## Affaires connexes

### Affaire des écoutes
En mars 2014, des écoutes judiciaires effectuées dans le cadre de l'affaire Sarkozy-Kadhafi révèlent la tenue de conversations entre Nicolas Sarkozy et son avocat Thierry Herzog sur des téléphones mobiles enregistrés sous de faux noms ; Thierry Herzog a ouvert une ligne pour Nicolas Sarkozy au nom de Paul Bismuth, dans l'espoir de déjouer la surveillance de la police. Dans le cadre de cette affaire, Gilbert Azibert, avocat général près la Cour de cassation, renseigne Nicolas Sarkozy des avancées de la procédure judiciaire concernant l'affaire Woerth-Bettencourt — notamment le fait qu'il était placé sur écoute par la Justice — en échange d'un appui pour l'obtention d'un poste à Monaco,,,.
Le 2 juillet 2014, Nicolas Sarkozy est mis en examen pour « corruption active », « trafic d'influence » et « recel de violation du secret professionnel », à l'instar des décisions prises précédemment à l'encontre de Thierry Herzog et de Gilbert Azibert,. Le 18 juin 2019, la Cour de cassation rejette les derniers recours formés par Nicolas Sarkozy, son avocat Thierry Herzog et l'ex-haut magistrat Gilbert Azibert,. Le procès s'ouvre le 23 novembre 2020,. C'est la première fois sous la Ve République qu'un ancien président est jugé pour corruption.
Le 8 décembre 2020, le PNF requiert quatre ans de prison, dont deux avec sursis contre Nicolas Sarkozy et son avocat, Thierry Herzog. Le 1er mars 2021, le tribunal correctionnel de Paris reconnaît les accusés coupables, Nicolas Sarkozy étant condamné à trois ans d’emprisonnement, dont un ferme, pour corruption et trafic d’influence. Il interjette appel.
Lors du procès devant la cour d'appel de Paris, Nicolas Sarkozy est condamné le 17 mai 2023 à trois ans de prison dont un ferme sous surveillance électronique et trois ans de privation de ses droits civiques. Thierry Herzog est condamné à la même peine assortie de trois ans d'interdiction d’exercer son métier. Enfin, Gilbert Azibert écope également de trois ans de prison dont un ferme. Nicolas Sarkozy décide de se pourvoir en cassation, afin de contester la décision de la cour d'appel sur le droit (et non sur les faits). Ces pourvois sont rejetés par la cour de cassation le 18 décembre 2024, entérinant ainsi la culpabilité et la condamnation de Nicolas Sarkozy.

### Affaire «Sauver Sarko»
Cette affaire concerne des soupçons de subornation du témoin Ziad Takieddine et de corruption de magistrats libanais.
Le 5 octobre 2020, à Saïda dans le sud du Liban, l'ancien avocat de Ziad Takieddine, Me Hani Murad, porte plainte contre lui pour « association de malfaiteurs », « falsification de preuves », « menaces », « atteinte à la réputation » et le non paiement d'honoraires,,. Le 24 octobre 2020, Ziad Takieddine ruiné et en cavale au Liban, accorde une interview à BFM TV et Paris Match (qui appartient au Groupe Lagardère dont Nicolas Sarkozy est au conseil de surveillance).
Du 26 octobre au 10 novembre 2020, Ziad Takieddine est écroué deux semaines au Liban à la suite de la procédure initié par Hani Mourad et un cabinet d’avocats proche des Républicains et de Nicolas Sarkozy,,. À Mediapart, l'avocat se défend de tout conflit d'intérêts dans cette affaire, et déclare que sa proximité avec Nicolas Sarkozy n'est qu'une « coïncidence ».
Le 11 novembre 2020, le lendemain de sortie de prison et peu avant l'ouverture du procès sur l'affaire Bismuth, l'interview de Ziad Takieddine (vidéo de 32 secondes) est publiée par Paris Match et BFM TV (sans mentionner que Takieddine sort tout juste de prison). Dans cette vidéo, Ziad Takieddine retire ses accusations contre Nicolas Sarkozy, il déclare que « Monsieur Sarkozy n’a pas eu un financement libyen pour la campagne présidentielle »,. Il revient ainsi sur ce qu’il avait affirmé à Mediapart en 2016, puis à plusieurs reprises et sous serment à la police et aux juges pendant huit ans. Nicolas Sarkozy demande alors sa « démise en examen », estimant que l'affaire repose sur « les seules déclarations mensongères de Ziad Takieddine ». Le lendemain, le Parquet national financier (PNF) déclare dans un communiqué que les mises en examen de cette affaire s’appuient sur des « indices graves ou concordants » qui « ne se limitent pas aux déclarations » de Ziad Takieddine,.
Ziad Takieddine incrimine de nouveau l’ancien président lors d’une audition de juges français le 14 janvier 2021 à Beyrouth. Il assure aux juges : « Je ne peux pas confirmer qu’il n’y a pas eu de financement. Cela a pu être fait par d’autres moyens que par moi, ce qui est certainement le cas ».
En juin 2021, la directrice de l’agence de presse people Bestimage, Michèle Marchand, Noël Dubus(condamné pour escroquerie dans le passé), le publicitaire Arnaud de la Villesbrunne (ancien directeur de l’agence Publicis) et l’homme d’affaires Pierre Reynaud (proche d’Alexandre Djouhri) sont placés en garde à vue, puis mis en examen pour « subornation de témoin » et « association de malfaiteurs » concernant la rétractation de Ziad Takieddine. Le journaliste de Paris Match François Delabarre sort de garde à vue sans mise en examen,,. Les mis en examen ont interdiction d'entrer en contact avec Hervé Gattegno (directeur de Paris Match), qui aurait eu des échanges de SMS montrant que l'obtention de l'interview pouvait ressembler à de la subornation de témoins. En juillet 2021, Michèle Marchand reconnaît être intervenue dans la rétractation de Takieddine, mais affirme ne pas être le « maître d’œuvre de cette histoire »,. Les enquêteurs estiment au moins à 608 000 euros le montant de l'opération destinée à ce que Takieddine retire ses accusations.
En septembre 2021, le PNF élargit l’enquête autour de Michèle Marchand à la suite de soupçons de corruption de magistrats au Liban. Plusieurs personnes liées au volet Takiedinne, tenteraient de faire sortir de prison Hannibal Kadhafi, l’un des fils de Kadhafi, en payant des magistrats libannais, pour qu’en contrepartie la famille de Kadhafi dédouane Nicolas Sarkozy dans le financement illégal de sa campagne électorale par Kadhafi.
Le 6 octobre 2023, Nicolas Sarkozy est mis en examen pour « recel de subornation de témoin » et « participation à une association de malfaiteurs en vue de commettre l’infraction d’escroquerie au jugement en bande organisée » et a également été placé sous le statut de témoin assisté pour « participation à une association de malfaiteurs en vue de commettre l’infraction de corruption active de personnel judiciaire étranger » au Liban dans le cadre de l’enquête sur la rétractation du témoin Ziad Takieddine.
Le 2 mai 2024, Carla Bruni-Sarkozy, proche de Michèle Marchand, dite Mimi, est auditionnée pendant près de trois heures, comme « personne mise en cause » et non simple témoin, par les enquêteurs de l’Office central de lutte contre la corruption et les infractions financières. Ceux-ci tentent de déterminer si l'épouse de Nicolas Sarkozy a joué les intermédiaires entre ce dernier et Michèle Marchand. Carla Bruni sort de son audition sans poursuite judiciaire. Néanmoins, elle est mise en examen et placée sous contrôle judiciaire le mardi 9 juillet. Elle est en effet poursuivie pour « recel de subornation de témoin et participation à une association de malfaiteurs en vue de commettre l'infraction d'escroquerie au jugement en bande organisée ». Elle est également placée sous le statut de témoin assisté du chef d’« association de malfaiteurs en vue de la corruption de personnels judiciaires étrangers » au Liban.